# Медведєв Олександр Петрович
Олександр Петрович Медведєв (1905, село Богдановка Дмитрієвського повіту Курської губернії, тепер Курської області Російська Федерація — 6 жовтня 1965, місто Ярославль, тепер Російська Федерація) — радянський діяч органів державної безпеки, генерал-майор. Депутат Верховної Ради СРСР 2-го скликання.

## Біографія
Народився в родині селянина-середняка. У 1916 році закінчив чотирикласну початкову школу в селі Богдановка Курської губернії.
З липня 1916 до червня 1921 року працював у господарстві батьків у селі Богдановці.
У червні 1921 — червні 1923 року — діловод, секретар Машкіно-Бєлицького волосного виконкому Дмитрієвського повіту Курської губернії.
У червні 1923 — січні 1924 року — діловод народного суду в селі Пересвєтово-Бєлиця Дмитрієвського повіту Курської губернії.
У січні — червні 1924 року — діловод Старо-Бєлицького волосного виконкому Дмитрієвського повіту Курської губернії.
У червні 1924 — грудні 1925 року — діловод Березовської волосної міліції Курської губернії.
У грудні 1925 — жовтні 1927 року — секретар Березовського волосного виконкому Курської губернії.
У жовтні 1927 — жовтні 1929 року — в Червоній армії: старший писар штабу 222-го стрілецького полку 74-ї стрілецької Таманської дивізії в станиці Усть-Лабінській Кубанського округу.
Член ВКП(б) з січня 1928 року.
У жовтні 1929 — жовтні 1930 року — заступник секретаря виконавчого комітету Льговської окружної ради.
У жовтні 1930 — вересні 1931 року — уповноважений Льговського оперативного сектора та районного відділу ДПУ.
У вересні 1931 — вересні 1937 року — уповноважений, оперуповноважений Повноважного представництва ОДПУ по Центрально-Чорноземній області (Управління НКВС по Воронезькій області).
У вересні 1937 — червні 1938 року — помічник начальника 5-го відділення 4-го відділу УДБ УНКВС по Воронезькій області.
У липні — вересні 1938 року — заступник начальника 8-го відділення 2-го відділу 3-го управління НКВС СРСР.
У вересні 1938 — січні 1939 року — заступник начальника відділення відділу Головного транспортного управління НКВС СРСР.
У січні — серпні 1939 року — слідчий слідчої частини НКВС СРСР. У серпні — вересні 1939 року — старший слідчий слідчої частини НКВС СРСР.
У вересні 1939 — листопаді 1940 року — старший слідчий слідчої частини Головного економічного управління НКВС СРСР.
У листопаді 1940 — лютому 1941 року — начальник 10-го відділення 1-го відділу Головного економічного управління НКВС СРСР.
26 лютого 1941 — 17 грудня 1942 року — народний комісар внутрішніх справ Дагестанської АРСР.
17 грудня 1942 — 22 березня 1943 року — начальник Управління НКВС по Саратовській області.
22 березня 1943 — 12 липня 1950 року — начальник Управління НКВС (МВС) по Краснодарському краю.
17 жовтня 1950 — жовтень 1953 року — начальник управління Волзького виправно-трудового табору МВС СРСР у місті Щербакові(Рибінську) Ярославської області.
У жовтні 1953 — 4 лютого 1954 року — начальник управління Кунєєвського виправно-трудового табору МВС СРСР у місті Ставрополі Куйбишевської області.
23 березня 1954 року звільнений з органів МВС СРСР «через службову невідповідність».
Помер 6 жовтня 1965 року в місті Ярославлі.

## Звання
- молодший лейтенант державної безпеки (2.03.1936)
- лейтенант державної безпеки (20.07.1938)
- старший лейтенант державної безпеки (14.03.1940)
- майор державної безпеки (1.03.1941)
- комісар державної безпеки (14.02.1943)
- генерал-майор (9.07.1945)

## Нагороди
- орден Леніна (23.05.1952)
- три ордени Червоного Прапора (25.10.1943, 16.09.1945, 21.05.1947)
- орден Кутузова ІІ ст. (24.02.1945)
- три ордени Червоної Зірки (2.07.1942, 3.11.1944, 24.08.1949)
- орден «Знак Пошани» (20.09.1943)
- медаль «За оборону Кавказу»
- медаль «За перемогу над Німеччиною у Великій Вітчизняній війні 1941—1945 рр.» (1945)
- медалі
- знак «Заслужений працівник НКВС» (4.02.1942)